# Franz Wagner (politik DnP)
Franz Wagner (4. října 1860 Lechovice – 10. března 1929 Lechovice) byl rakouský zemědělec, poštmistr a politik, poslanec Říšské rady a Moravského zemského sněmu, starosta Lechovic.

## Životopis
Narodil se v Lechovicích v rodině rolníka a poštmistra a také jednoho ze zakladatelů Německého spolku pro město a venkov ve Znojmě. Po škole a vojenské službě převzal jeho hospodářství. On sám zasedal v letech 1888–1900 v lechovickém obecním výboru a v letech 1900–1914 zastával úřad místního starosty. Z této pozice podporoval volební kampaně Josefa Luksche a Ferdinanda Pemsela.
Angažoval se v německém národním a lidovém hnutí na jižní Moravě. V roce 1899 se stal předsedou místního Svazu Němců jižní Moravy v Lechovicích. Působil také v Okresním hospodářském spolku a v Německém spolku pro město a venkov ve Znojmě, kde se stal v roce 1906 2. místopředsedou. Od roku 1910 také předsedal Okresnímu silničnímu výboru. Byl jedním z hlavních řečníků na německém národoveckém shromáždění v Želeticích v roce 1909. Profiloval se přes agrární témata, a tak se také snažil o vytvoření moravské Německé agrární strany, nejdříve působil v rámci Německé lidové strany.
Po Pemselově smrti v roce 1905 se stal kompromisním kandidátem za venkovské obce Znojemska v doplňovacích volbách do Moravského zemského sněmu a byl jednomyslně zvolen, protože české strany ani žádného kandidáta nepostavili. Mandát obhájil ve volbách v roce 1906, kdy porazil křesťanského sociála Franze Rubitschka z Tasovic, i ve volbách v roce 1913, kdy porazil dalšího křesťanského sociála barona Wamboldta z Fryšavy. V roce 1914 byl spoluzakladatelem klubu Německé agrární strany na Moravě. Na sněmu se věnoval otázce silnic.
Ve volbách do Říšské rady 1907 těsně porazil v prvním kole ve znojemském venkovském obvodě křesťanského sociála a starostu Dyjákoviček Hauswirtha a stal se poslancem Říšské rady. Stejného soupeře porazil i v následujících volbách v roce 1911, tentokrát ale až ve druhém kole.
V roce 1918 se účastnil ustavení Německé jižní Moravy a do roku 1919 byl poslancem Prozatímního národního shromáždění Německého Rakouska, ale pak přestal být v politice aktivní.
Je otcem československého politika Hanse Wagnera.